# Stefan Dabić
Stefan Dabić (in serbo Стефан Дабић?; Niš, 9 marzo 1997) è un calciatore serbo, difensore dell'Omladinac N.B..

## Carriera

### Club
Il 15 luglio 2020 viene acquistato a titolo definitivo dalla squadra serba del Mačva Šabac.